# 尧坝镇古建筑群
尧坝镇古建筑群位於四川省瀘州市合江縣，文物遺址年代判定為明至清。2007年6月1日公佈為四川省第七批文物保護單位。2013年3月5日列為第七批全國重點文物保護單位。